# Модели турбулентности
В настоящий момент создано большое количество разнообразных моделей для расчёта турбулентных течений. Они отличаются друг от друга сложностью решения и точностью описания течения.
Ниже перечислены модели по возрастанию сложности. Основная идея моделей сводится к предположению о существовании средней скорости потока и среднего отклонения от него : {\displaystyle u={\bar {u}}+u'}. После упрощения уравнений Навье — Стокса, в них помимо неизвестных средних скоростей появляются произведения средних отклонений {\displaystyle u_{i}'u_{j}'}. Различные модели по-разному их моделируют. Перечисленные ниже модели применяются в различных инженерных расчётах в зависимости от необходимой точности. Практически все они реализованы в современных программах расчёта гидродинамических течений, таких как Autodesk Simulation CFD, CD-Adapco STAR-CCM+, FlowVision, Fluent, CFX или OpenFOAM.
1. Модель Буссинеска (Boussinesq). Уравнения Навье — Стокса преобразуется к виду, в котором добавлено влияние турбулентной вязкости. См. также теория пути смешения Прандтля.
2. Модель Спаларта-Альмараса. В данной модели решается одно дополнительное уравнение переноса коэффициента турбулентной вязкости
3. {\displaystyle k-\epsilon } модель. Уравнения движения преобразуется к виду, в котором добавлено влияние флуктуации средней скорости (в виде турбулентной кинетической энергии) и процесса уменьшения этой флуктуации за счёт вязкости (диссипации). В данной модели решается 2 дополнительных уравнения для транспорта кинетической энергии турбулентности и транспорта диссипации турбулентности. Наиболее часто используемая модель при решении реальных инженерных задач. См. также каскадные модели.
4. {\displaystyle k-\omega } модель. Похожа на предыдущую, вместо уравнения диссипации решается уравнение для скорости диссипации турбулентной энергии. Требует меньших размеров сетки, результат решения сильно зависит от начального приближения, потому что плохо устойчива.
5. Модель напряжений Рейнольдса. В рамках усреднённых по Рейнольдсу уравнений (RANS) решается 7 дополнительных уравнений для транспорта напряжений Рейнольдса.
6. Метод крупных вихрей (LES, large eddy simulation). Занимает промежуточное положение между моделями, использующими осреднённые уравнения Рейнольдса и DNS. Решается для больших образований в жидкости. Влияние вихрей меньше, чем размеры ячейки расчётной сетки, заменяется эмпирическими моделями.
7. Прямое численное моделирование (DNS, direct numerical simulation). Дополнительных уравнений нет. Решаются нестационарные уравнения Навье — Стокса с очень мелким шагом по времени, на мелкой пространственной сетке. По сути не является моделью. Из-за громадного объёма информации, полученной при численном моделировании, ценность представляют средние значения потока, полученные при решении задачи с которыми могут сравниваться другие модели.

Все модели имеют преимущества и недостатки. Области применения, для которых получены модельные постоянные на основе сравнения результатов расчёта с экспериментами, ограничены. Например, {\displaystyle k-\epsilon } модель плохо подходит для областей с вихрем.